# Oleg Jelesko
Oleg Jelesko (nascido a 26 de setembro de 1969, Aktobe, Cazaquistão SSR, URSS ) é um empresário do setor das participações privadas e da tecnologia financeira. É o fundador e sócio-gerente da empresa de investimentos Da Vinci Capital, com sede em Londres e no Dubai. Anteriormente, dirigiu o departamento de produtos estruturados do banco de investimento Renaissance Capital .

## Carreira
Jelesko iniciou sua carreira em 1992 na empresa de consultoria Andersen Consulting (Londres) como consultor empresarial. Trabalhou em projetos de tecnologia de informação e desenvolveu estratégias comerciais para empresas no Reino Unido, na Europa e em mercados emergentes. Também trabalhou na McKinsey & Company (McK), onde atuou nos mercados da CEI e da República Checa. Frequentou ainda um mini curso MBA nos EUA enquanto trabalhava para a McK.
Em julho de 1998, juntou-se ao banco de investimentos Credit Suisse First Boston, em Londres, como Diretor de Operações da EMEA Equities.
Em 2004, juntou-se à Renaissance Capital, onde assumiu o cargo de Diretor do Grupo de Produtos Estruturados. Oleg Jelesko lançou uma plataforma para investimentos alternativos em mercados emergentes, gerindo ativos de 30 fundos de investimento e produtos de investimento e dirigindo as suas atividades de vendas e negociação. Por conseguinte, em 2005, foram angariados cerca de 5 mil milhões de dólares, com lucros significativos para os investidores nos mercados públicos e pré-OPI da região.
Em 2007 fundou a empresa de investimentos Da Vinci Capital com foco principal em fundos de participações privadas e coinvestimentos. Como sócio-gerente, é responsável pela estratégia de desenvolvimento e gestão direta da empresa. O primeiro fundo foi cotado na LSE como o primeiro fundo fechado de sempre na Plataforma de Mercado de Fundos Especializados. Em 2022, o capital de investidores institucionais internacionais gerido pela Da Vinci Capital atingiu os 500 milhões de dólares. De 2007 a 2022, a Da Vinci Capital investiu cerca de mil milhões de dólares em empresas tecnológicas como a EPAM, DataArt, Softline, Noventiq, startups de tecnologia financeira sediadas em Israel, B2B, Gett Taxi, ITI Group, Ocsial, LoopMe, Udemy, Coursera, e outras empresas, ajudou a atrair coinvestidores em grandes negócios de coinvestimento, promoveu os mercados de participações privadas em setores de tecnologia e tecnologia financeira de mercados emergentes globais.
Em 2009, Oleg Jelesko juntou-se à direção da EPAM Systems. Em 2012, a EPAM começou a operar na Bolsa de Valores de Nova Iorque.
Em 2008, juntou-se ao conselho de administração da bolsa de valores RTS. Ocupou-se do desenvolvimento da bolsa, dos produtos derivativos e dos produtos internacionais, como o índice RTS. Oleg Jelesko liderou a equipa da Da Vinci Capital que trabalhou nas negociações relevantes da fusão da RTS e da MICEX, que chegaram ao fim em 2011 com a criação da Bolsa de Moscovo unificada. Liderou o trabalho de alianças internacionais e estabeleceu ligações com a LSE e a NYSE em uma série de iniciativas de infraestruturas financeiras.
Em 2016, ele investiu e atraiu coinvestidores na empresa de TI Softline. Liderou a preparação da OPI na LSE. A empresa mais que duplicou o seu volume de negócios, passando de 741 milhões de dólares em 2015 para 2,2 mil milhões em 2021. O fundo manteve a sua participação na parte não russa, que se tornou a Noventiq, líder mundial na distribuição da Microsoft e outras soluções de TI.
Oleg Jelesko é membro dos comités de investimento dos fundos geridos pela Da Vinci Capital e de diversas empresas em carteira.